# Communauté de communes Vonne et Clain
La  Communauté de communes Vonne et Clain  est une ancienne communauté de communes française, située dans le département de la Vienne et la région Poitou-Charentes.
La Communauté de Communes Vonne et Clain a été créée sans contrainte de temps, a attribué le même nombre de sièges à chaque commune (quatre délégués titulaires et deux suppléants). Quarante deux délégués ont élu l’actuel président, il y a 7 vice-présidents qui sont en fait les maires de chaque commune adhérente. Le régime de fiscalité choisi est la fiscalité additionnelle(qui donne droit à la perception d'une partie de quatre taxes directes locales : taxes d'habitation, taxe foncière bâtie, taxe foncière non bâtie et taxe professionnelle).

## Composition
À la date de création, en 1996, la Communauté de Communes de Vonne et Clain était composée de six communes. Depuis 2005, la commune de Ligugé a rejoint l'intercommunalité qui est actuellement composée des sept communes suivantes :
| Commune           | Habitants (1999) | Superficie (km²) | Maire en place (2008)  |
| ----------------- | ---------------- | ---------------- | ---------------------- |
| Château-Larcher   | 818              | 15,35            | Francis Gargouil       |
| Iteuil            | 2814             | 22,05            | Françoise Micault      |
| Ligugé            | 2817             | 22,77            | Bernard Mauzé          |
| Marçay            | 695              | 30,32            | Jean-Jacques Deschamps |
| Marigny-Chemereau | 417              | 11,51            | Françoise Thebault     |
| Marnay            | 531              | 45,1             | Pascal Pascreau        |
| Vivonne           | 3200             | 41,16            | Maurice Rambliere      |

Depuis le 1er janvier 2013, Ligugé a rejoint la communauté d'agglomération du Grand Poitiers.
Au 1er janvier 2014, une nouvelle Communauté de communes, la Communauté de communes Vallées du Clain est créée et regroupe celle de Vonne et Clain et celle de la Région de la Villedieu du Clain, soit un ensemble de 16 communes.

## Compétences
Les compétences de la Communauté de communes Vonne et Clain sont directement fixés par l'arrêté no 2006-D2/D1-026 en date du 24 octobre 2006 portant modification des statuts de la C0mmunauté de Communes concernée.
On distingue trois types de compétences : obligatoires, optionnelles et facultatives. En concordance, la Communauté de communes Vonne et Clain exerce ses deux compétences obligatoires de plein droit. Pour l’aménagement de l’espace, les mesures prises sont l’établissement d’une charte intercommunale de développement et d’aménagement, la consultation pour avis sur les documents d’urbanisme des communes membres et la participation au Schéma de Cohérence Territoriale (SCOT). Pour les actions de développement économique intéressant l’ensemble de la communauté, il y a la création, gestion de zones d’activités industrielles, tertiaires d’intérêt communautaire ; les actions de promotion pour le maintien, l’extension ou l’accueil des activités économiques sur le territoire à l’exception des multi-services ; la création, acquisition, aménagement et gestion de bâtiments d’accueil d’entreprises ; la promotion et participation au développement des activités de loisirs et de tourisme à caractère communautaire et la réalisation d’équipements touristiques communautaires.
Concernant les compétences optionnelles :
| Compétence optionnelle                          | Moyens mis en œuvre pour assurer la compétence |
| ----------------------------------------------- | --- |
| Protection et mise en valeur de l’environnement | Collecte et traitement des ordures ménagères. Gestion des décharges de classe III de Coussières et d’Iteuil. Création, aménagement et gestion des déchèteries. Aucune action liée à l’énergie |
| Politique du logement et cadre de vie           | Opération programmée d’amélioration de l’habitat (OPAH). Création, aménagement et gestion d’une aire d’accueil des gens du voyage. |
| Création, aménagement et entretien de la voirie | Création, aménagement et entretien de la voirie d’intérêt communautaire existante à l’exclusion du sablage, déneigement et balayage de ladite voirie (est reconnu d’intérêt communautaire : les voies communales publiques existantes hors centre bourg, lotissement et chemins ruraux non goudronnés). |
| Action sociale d’intérêt communautaire          | Création et gestion des structures d’accueil relatives à la petite enfance. Création et gestion des Centres de Loisirs Sans Hébergement. Création et gestion des structures d’accueil pour personnes âgées dépendantes (E. H. P. A. D.).                                                                |

Enfin, on peut extraire d’autres compétences, facultatives, qui sont :
- Soutien au fonctionnement des associations œuvrant en faveur de l’emploi ;
- Soutien aux associations ADMR (Aide à Domicile en Milieu Rural) ;
- Soutien à la mise en place d’une coordination gérontologique ;
- Soutien aux associations œuvrant en direction de la jeunesse en matière de pratique sportive et culturelle ainsi qu’aux associations socio-éducatives ayant un rayonnement sur l’ensemble du territoire ;
- Soutien aux manifestations susceptibles de rayonner sur l’ensemble du territoire de la Communauté de communes Vonne et Clain ;
- Prestations d’élagage, de fauchage et de terrassement des chemins ruraux et des voies communales non mises à disposition (centre bourg et lotissements) pour les communes membres de la communauté souhaitant en bénéficier au cas par cas ;
- Prestations du service signalétique au sol de la Communauté de communes sur les voies communes non mises à disposition (centre bourg et lotissements) ;
- Contribution au service départemental d’incendie et de secours (SDIS 86).

## Budget 2007
Concernant la section fonctionnement :

On s’aperçoit que la Communauté de communes tire son budget principalement de la fiscalité directe additionnelle sur les quatre taxes locales (taxe sur le foncier bâti, sur le foncier non bâti, taxe d’habitation et taxe professionnelle), de la taxe professionnelle de zone d’activité économique (sur l’Anjouinière), de la taxe d’enlèvement des ordures ménagères (TEOM) et de dotations de l’État. Les dépenses sont multiples, cependant elles sont surtout réparties pour l’environnement (ordures ménagères, déchèteries).
Concernant la section investissement :

La Communauté de communes a la compétence "Création et gestion des structures d’accueil relatives à la petite enfance". L’association parentale Framboisine s’occupe de la gestion des structures d’accueil du territoire. Ce service bénéficie du soutien financier de la CAF et de la MSA. C’est un exemple de subvention. La Communauté de communes peut faire office « de banque » et ainsi récolter des recettes sur les créances. Le Fonds de Compensation de la TVA (FCTVA) est une attribution de l’État au titre des dépenses réelles d’investissement réalisées dans le cadre de leur compétence au taux de 15,482%.

## Autres adhésions
- Syndicat interdépartemental mixte pour l'équipement rural
- Syndicat Mixte Vienne-Services
- Syndicat mixte du Pays des Six Vallées

## Histoire
- Date arrêté : 24/12/1996
- Date effet : 31/12/1996